# カールスルーエ・アート・アンド・メディア・センター

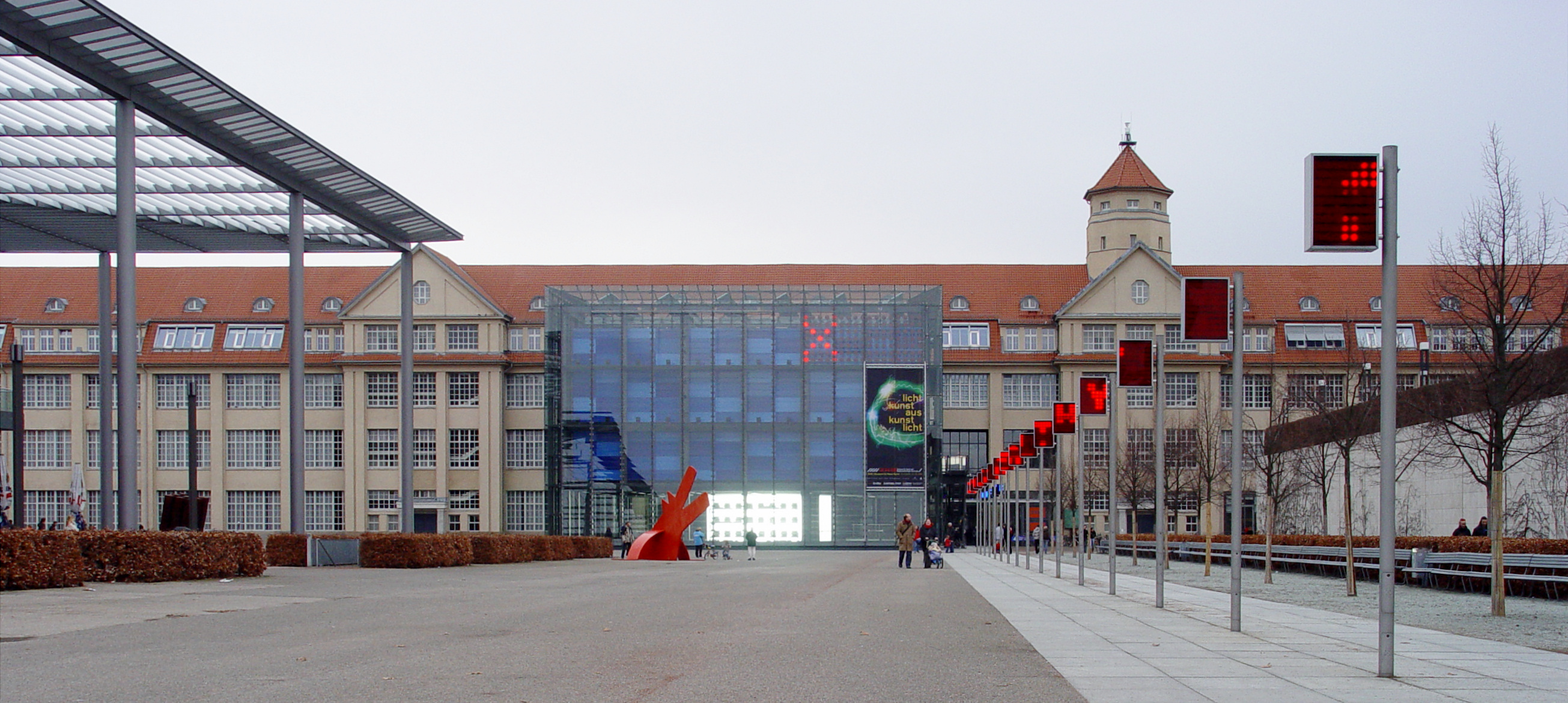
カールスルーエ・アート・アンド・メディア・センター

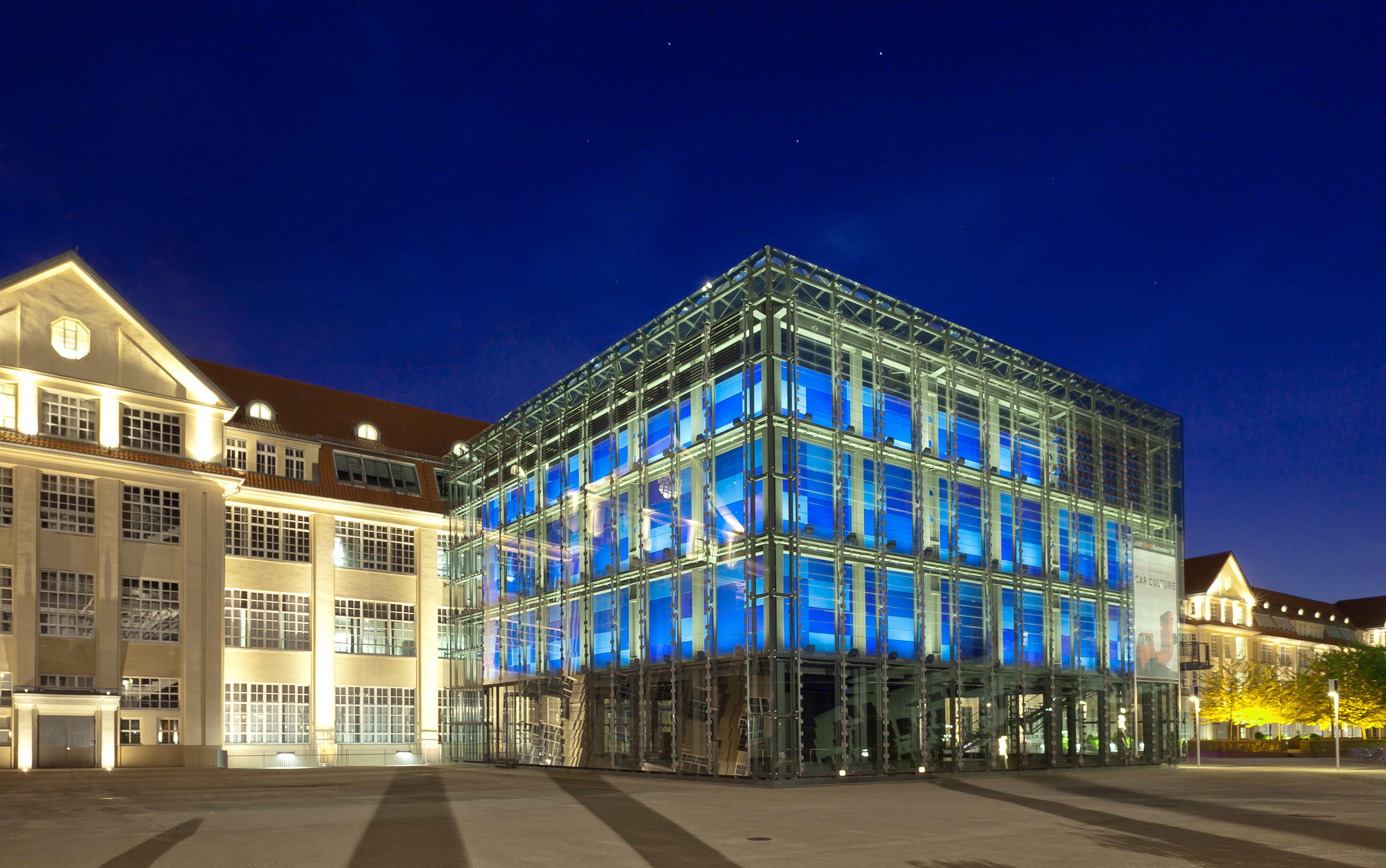
メディアキューブとホールA

カールスルーエ・アート・アンド・メディア・センター（独: Zentrum für Kunst und Medientechnologie in Karlsruhe、英: Center for Art and Media in Karlsruhe）は、ドイツ、バーデン＝ヴュルテンベルク州、カールスルーエ市にある公営のメディアアートや現代美術の研究所・美術館。 通常 ZKM （ツェット・カー・エム） という略称で知られる。

## 概要
1997年にナチス時代の兵器工場の建物を改修して正式に開館した。 単なるメディアアートの美術館ではなく、メディアアートに関係する新しい情報技術や理論の研究も行なわれているのが特徴である。運営費のほとんどが公費で賄われており、文化事業をサポートするドイツの伝統と、国際都市化を目指す街の目的が合致しているとされる。

近隣のカールスルーエ造形大学（de:Staatliche Hochschule für Gestaltung Karlsruhe）は、ZKMの存在抜きには語れないほど密接な協力関係にある（同大学は教育の硬直化防止のため、芸術学・芸術理論系以外の専任の教授・助教授は任期制で、6年以上在職できない）。

## 組織
現在、ZKM 内には以下の部署が設けられている。
- Museum für Neue Kunst （現代美術館）
- Medienmuseum （メディア美術館）
- Institut für Bildmedien （映像メディア研究所）
- Institut für Musik und Akustik （音楽と音響研究所）
- Institut für Grundlagenforschung （基礎研究所）
- Institut für Medien und Wirtschaft （メディアと経済研究所）
- Filminstitut （映画研究所）

## 日本との関係
これまでZKMに客員芸術家として招かれた芸術家のうち、日本人は藤幡正樹（東京芸術大学大学院映像研究科教授）、古川聖（東京芸術大学美術学部助教授）、中村滋延（九州大学大学院教授）がいる。

また、前述のカールスルーエ造形大学は、日本の九州大学と学術交流協定を締結している。